# Plaque anatolienne
La plaque anatolienne est une microplaque tectonique de la lithosphère de la planète Terre. Sa superficie est de 0,01418 stéradians. Elle est généralement associée à la plaque eurasiatique.
Elle se situe dans l'ouest de l'Asie. Elle couvre l'île de Chypre et l'Anatolie hormis la côte anatolienne sur la mer Noire.
La plaque anatolienne est en contact avec les plaques eurasiatique, arabique, africaine et de la mer Égée.
Ses frontières avec les autres plaques sont notamment formées de la faille nord-anatolienne au nord de l'Anatolie.
Le déplacement de la plaque anatolienne se fait à une vitesse de rotation de 1,64° par million d'années selon un pôle eulérien situé à 56°28' de latitude nord et 81°18' de longitude ouest (référentiel : plaque pacifique).
Le glissement des plaques anatolienne et eurasienne le long de la faille nord-anatolienne à l'est de la mer de Marmara en 1999 a provoqué le séisme d'Izmit en Turquie.

## Sources
- (en) Peter Bird, An updated digital model of plate boundaries, vol. 4, Geochemistry Geophysics Geosystems, 14 mars 2003 (DOI 10.1029/2001GC000252, Bibcode 2003GGG.....4.1027B, lire en ligne)